# Constantin Pavel
Constantin Pavel (n. 21 mai 1884, Bistrița Bârgăului, România – d. 9 mai 1945, Sibiu, România) a fost un tenor, regizor de operă, membru fondator, primul director și dirijor al Operei Române din Cluj.

## Biografie

### Familie, educație
A fost fiul notarului Ștefan Pavel și nepot al preotului Vasile Pavel, cel care a scris în anul 1876 prima istorie a comunei Bistrița Bârgaului și a pus bazele așezării permanente a satului Colibița, devenită acum o frumoasă stațiune montană. Pe linie maternă, Constantin Pavel provenea dintr-o familie de muzicieni din Cluj-Napoca.
A urmat cursurile Colegiului Călugărilor Piariști din Cluj și ale Facultății de Drept din Cluj. În paralel, a studiat pianul, istoria artelor, pictura și canto la Cluj și Viena (1911-1913).
La finalul studiilor, profesează avocatura la Bistrița timp de doi ani și obține doctoratul în drept. După moartea mamei sale, părăsește profesia de avocat urmându-și pasiunea muzicală, pleacă la Cluj unde timp de un an studiază canto cu profesorul Farkas Odon și face un efort deosebit pentru însușirea culturii muzicale. Apoi, cu ajutorul unui unchi, dirijor al Orchestrei militare din Cluj, se înscrie la Conservatorul din Viena unde l-a avut ca profesor pe marele bariton Robinson.

### Carieră în teatrul liric
Primul său angajament, după absolvirea Conservatorului, a fost la Opera din Bratislava, unde debutează la Stadttheater din Troppau în toamna anului 1913 în rolul lui Radames din opera Aida de Giussepe Verdi. Succesul a fost răsunător si presa vremii îl elogiază pe tânărul artist român.
După debut, afirmarea artistică a lui Constantin Pavel este rapidă, totală și uimitoare. Este invitat să cânte si pe alte scene, la Nurnberg, Ostrava, etc., pentru ca în curând să se angajeze la opera din Budapesta ca prim solist tenor și primul de origine română care a cântat pe această scenă, în timpul regimului dualist austro-ungar, între anii 1912-1914, cucerind pur și simplu publicul budapestan.
Împrejurările dramatice ale primului război mondial îl aduc pe Constantin Pavel aproape de casă, în Transilvania, mai întâi la Bârgău, apoi la Cluj, unde în 1916 este angajat ca prim tenor al Operei Maghiare la care a cântat, în peste 100 de spectacole, numai rolurile titulare din toate punerile în scenă ale instituției, timp de trei ani. Prin Decizia nr. 3910 din 18 septembrie 1919 s-au înființat Teatrul și Opera Națională din Cluj, iar Constantin Pavel a fost numit director, însărcinat cu organizarea secțiunii de opera. În această activitate au fost implicați și regizorul italian Egisto Tango, compozitorul Tiberiu Brediceanu și baritonul Dimitrie Popovici-Bayreuth.
La inaugurarea propriu-zisă a primei Opere Române din țară, înființate la Cluj, care a avut loc în 25 mai 1920, tenorul Constantin Pavel a interpretat cu mare succes rolul lui Radames din Aida de Verdi, semnând în același timp și direcția de scenă.
A slujit Opera Națională din Cluj, ca director (1919-1920; 1928-1930; 1933-1934), tenor, regizor, director de scenă, până în 1934 când se retrage de pe scenă din postura de cântăreț. 
Este chemat la București, unde va fi regizor tehnic și director general al Operei Române, până la trecerea în eternitate.

## Distincții
- Ordinul Meritul Cultural în gradul de Cavaler cl. II, pentru muzică (23 septembrie 1942)[1]